# Ibn 'Uthaymîn
 (octobre 2024).
Si vous disposez d'ouvrages ou d'articles de référence ou si vous connaissez des sites web de qualité traitant du thème abordé ici, merci de compléter l'article en donnant les références utiles à sa vérifiabilité et en les liant à la section « Notes et références ».
Muhammad Salîh ibn al-'Uthaymin (arabe:محمد صالح ابن العثيمين رحمه الله تعالى عليه, romanisé en Muḥammad ibn Ṣāliḥ ibn Muḥammad ; 9 mars 1929 – 10 janvier 2001), est un ouléma musulman contemporain ayant vécu en Arabie saoudite.

## Biographie
Mohammed Saleh Al-Uthaymin est né le 9 mars 1929 à Unayzah, en Arabie Saoudite. Dès son jeune âge, il a mémorisé le Coran et a poursuivi des études approfondies en hadith, tafsir, aqidah, langue arabe et autres disciplines islamiques, avant d'obtenir son diplôme du Collège de la charia de Riyad. Par la suite, il a été nommé membre de la Commission saoudienne des grands érudits islamiques et a exercé en tant que professeur au Collège de la charia de l'université islamique Mohammad ben Saoud, où il a également siégé au conseil académique. Il a rédigé plusieurs traités sur divers aspects de la doctrine islamique, parmi lesquels son ouvrage majeur en 15 volumes sur le fiqh et un autre en 10 volumes consacré à l'interprétation du Saint Coran. De plus, il fut choisi par les autorités saoudiennes pour assurer des cours religieux à la Grande Mosquée de La Mecque durant le mois de Ramadan.

## Décès
Al-Uthaymin meurt le 10 janvier 2001, à l'âge de 71 ans.

## Publications
(octobre 2024).
- Les Beaux Noms et Attributs d'Allah[2]
- Le Credo du Ahlus-Sunnah Wal Jama'ah, traduit par Abu Nasir Ibrahim Abdur-Rauf.
- Comment accomplir les rituels du Hajj, Umrah, de l'Umrah ainsi que la visite de la mosquée du Prophète[3]
- Guide pour le jeûne des musulmans[4].
- Fatawa Arkan-ul-Islam.[5]
- Explication du résumé du credo Hamaweyyah[6]
- Ce que vous devez croire au sujet de votre Créateur[7].
- Droits et Devoirs dans l'islam[8]
- A Study on Ablution, Bathing, Dry Ablution (Tayammum) and Prayer.[9]
- How Do We Believe in the Last Day?[10]
- The Ruling on Abandoning The Prayer[11]